# هاینریش ششم
هاینریش ششم(به آلمانی: Heinrich VI)(زادهٔ ۱۱۶۵- مرگ ۲۸ سپتامبر ۱۱۹۷)از ۱۱۹۰ میلادی پادشاه آلمان و از ۱۰۹۱ تا زمان مرگش امپراتور مقدس روم بود. او از ۱۱۹۴ به پادشاهی سیسیل هم رسید.
هانیریش پسر دوم فردریک بارباروسا بود و در نیمیخن هلند چشم به جهان گشود. میان سال‌های ۱۱۸۹ تا ۱۱۹۰ به جنگ‌های صلیبی پیوسته بود که با شورش هاینریش شیر دوک پیشین دوک‌نشین بایرن روبه رو شد. در ۱۱۹۱ سلستین سوم تاج امپراتوری را بر سر او گذارد. 
مرگ او بر اثر مالاریا رخ داد.